# Peter Berger (veslař)
Peter Berger (* 16. října 1949, Konstanz, Německo) je bývalý německý veslař. Na Letních olympijských hrách 1972 v Mnichově byl členem posádky čtyřky s kormidelníkem, která získala zlatou medaili. Zúčastnil se též Letních olympijských her 1968, kde na čtyřce s kormidelníkem obsadil 12. místo.